# Paradise Club
Paradise Club (The Paradise Club) è una serie televisiva britannica in 20 episodi trasmessi per la prima volta nel corso di 2 stagioni dal 1989 al 1990.
Nell'episodio 7 della seconda stagione appare Bruce Dickinson, cantante degli Iron Maiden, come co-protagonista insieme a Janick Gers, futuro componente della medesima band.
È una serie drammatica incentrata sulle vicende di fratelli londinesi molto diversi tra loro che riprendono i contatti dopo diversi anni e dopo la morte della madre.

## Trama
Due fratelli, Frank e Danny Kane si rincontrano dopo 8 anni dopo la morte della madre. Questa era la matriarca di una banda criminale nel sud di Londra, aiutata dal figlio Danny. Frank è diventato un sacerdote, ma lascia la chiesa ed eredita il Paradise Club, ritornando a Londra per cercare di portare Danny, che nel frattempo si è pentito delle sue azioni passate, lontano dal crimine.

## Personaggi e interpreti
- Frank Kane (20 episodi, 1989-1990), interpretato da Don Henderson.
- Danny Kane (20 episodi, 1989-1990), interpretato da Leslie Grantham.
- Polish Joe (20 episodi, 1989-1990), interpretato da Leon Herbert.
- Carol Kane (19 episodi, 1989-1990), interpretata da Barbara Wilshere.
- Jonjo O'Brady (19 episodi, 1989-1990), interpretato da Peter Gowen.
- Terry Kane (11 episodi, 1989-1990), interpretato da Nick Dawney.
- Samantha Kane (10 episodi, 1989-1990), interpretata da Annie Scott-Horne.
- Minder (10 episodi, 1989-1990), interpretato da Dave Courtney.
- Jack Nesbit (9 episodi, 1990), interpretato da Jack Galloway.
- Fielding (9 episodi, 1989), interpretato da Nigel Harrison.
- Lambton (8 episodi, 1989), interpretato da Thomas Craig.
- Graham (7 episodi, 1989), interpretato da Frederick Warder.
- Milligan (7 episodi, 1989), interpretato da Pete Lee-Wilson.
- Rosy Campbell (6 episodi, 1989), interpretata da Kitty Aldridge.
- Max Wartbug (5 episodi, 1989-1990), interpretato da David Swift.
- Sarah Turnbull (5 episodi, 1989-1990), interpretata da Caroline Bliss.
- Peter Noonan (5 episodi, 1989), interpretato da Philip Martin Brown.
- Fairweather (5 episodi, 1989), interpretato da James Saxon.

## Produzione
La serie, ideata da Murray Smith, fu prodotta da Zenith Entertainment. Le musiche furono composte da Dave Lawson.

### Registi
Tra i registi sono accreditati:
- Renny Rye
- Derek Banham
- Gabrielle Beaumont
- Lawrence Gordon Clark
- Carl Gregg
- Colin Gregg
- Ken Hannam
- Selwyn Roberts
- Richard Standeven
- Brian Ward

### Sceneggiatori
Tra gli sceneggiatori sono accreditati:
- Murray Smith in 17 episodi (1989-1990)

## Distribuzione
La serie fu trasmessa nel Regno Unito dal 19 settembre 1989 al 27 novembre 1990 sulla rete televisiva BBC. In Italia è stata trasmessa con il titolo Paradise Club.
Alcune delle uscite internazionali sono state:
- nel Regno Unito il 19 settembre 1989 (The Paradise Club)
- in Finlandia (Paradise Club)
- in Italia (Paradise Club)

## Episodi
| Stagione         | Episodi | Prima TV Regno Unito |
| ---------------- | ------- | -------------------- |
| Prima stagione   | 10      | 1989                 |
| Seconda stagione | 10      | 1990                 |